# Droga krajowa B96 (Niemcy)
Droga krajowa 96 (niem. Bundesstraße 96, B 96) – niemiecka droga krajowa przebiegająca  z południa na północ od skrzyżowania z drogą B99 w Żytawie koło granicy z Polską w południowo-wschodniej Saksonii do Sassnitz na Rugii w Meklemburgii-Pomorzu Przednim.
W czasach istnienia NRD arteria na odcinku Sassnitz – Oranienburg stanowiła drogę tranzytową tego kraju.

## Odcinki międzynarodowe
Droga pomiędzy węzłem Birkenwerder na autostradzie A10 a końcem drogi w Sassnitz na Rugii jest częścią trasy europejskiej E251 (ok. 192 km).
Droga pomiędzy węzłem Stralsund na autostradzie A20 a końcem drogi w Sassnitz na Rugii jest częścią trasy europejskiej E22 (ok. 77 km).

## Odgałęzienia i łączniki
Arteria posiada kilka odgałęzień:
| Oznaczenie | Opis |
| ---------- | --- |
| B 96a      | Droga krajowa 96a (niem. Bundesstraße 96a, B 96a) – przebiega w całości na terenie Berlina. Rozpoczyna swój bieg na skrzyżowaniu z B96 na obwodnicy Glasow na południe od Berlina. Zmierza na północny wschód, skręcając ponownie na północny zachód w Altglienicke, dzielnicy Berlina, łączy Port lotniczy Berlin-Schönefeld z centrum miasta. Przebiega dalej równolegle do B96, by po ok. 54 km połączyć się z nią w Hohen Neuendorf na północ od Berlina. |
| B 96b      | Droga krajowa 96b (niem. Bundesstraße 96b, B 96b) – ok. 5 km połączenie drogi B96 z terminalem promowym Neu Mukran na południe od Sassnitz na Rugii. |
| B 96n      | Droga krajowa 96n (niem. Bundesstraße 96n, B 96n) – kontynuacja autostrady A111 od węzła Kreuz Oranienburg do skrzyżowania z B96 na północy miasta i stanowi zachodnią obwodnicę Oranienburga. Droga ma ok. 12 km. |

## Miejscowości leżące przy B96

### Saksonia
Zittau, Mittelherwigsdorf, Niederoderwitz, Oderwitz, Eibau, Walddorf, Ebersbach (Sachsen), Friedersdorf, Neusalza-Spremberg, Oppach, Wurbis, Weigsdorf-Köblitz, Eulowitz, Großpostwitz (Oberlausitz), Rascha, Ebendörfel, Budziszyn, Kleinwelka, Cölln, Schwarzadler, Holscha, Neudorf, Königswartha, Caminau, Wartha, Groß Särchen, Wartha, Maukendorf, Hoyerswerda, Nardt, Schwarzkollm, Lauta.

### Brandenburgia
Großkoschen, Kleinkoschen, Senftenberg, Sedlitz, Allmosen, Großräschen, Freienhufen, Saalhausen, Wormlage, Dollenchen, Lieskau, Betten, Finsterwalde, Münchhausen, Siedlung, Sonnewalde, Bornsdorf, Riedebeck, Luckau, Wierigsdorf, Gießmannsdorf, Rüdingsdorf, Zützen, Golßen, Baruth (Mark), Neuhof, Wünsdorf, Waldstadt, Zossen, Dabendorf, Groß Machnow, Rangsdorf, Dahlewitz, Glasow, Hohen Neuendorf, Borgsdorf, Oranienburg, Waldsiedlung, Teschendorf, Löwenberger Land, Margaretenhof, Gransee, Plan, Altlüdersdorf, Dannenwalde, Gramzow, Drögen, Fürstenberg (Havel).

### Berlin
Berlin

### Meklemburgia-Pomorze Przednie
Düsterförde, Neustrelitz, Weisdin, Usadel, Neubrandenburg, Wilmshagen, Brandshagen, Abtshagen, Prohn, Stralsund, Rambin, Samtens, Bergen auf Rügen, Lietzow, Sagard, Lancken, Sassnitz.